# 慕尼黑-新佩拉赫南站
慕尼黑新佩拉赫南站（德語：Bahnhof München-Neuperlach Süd），地鐵站名新佩拉赫南站（德語：U-Bahnhof Neuperlach Süd），是一座慕尼黑地铁5号线和快铁7号线位于拉默斯多夫-佩拉赫的一座车站，是一个较为繁忙的换乘车站。